# 飯田健郎
飯田 健郎（いいだ たけお、1939年6月22日 - ）は、日本の化学者。大阪工業大学名誉教授・工学博士、桜花会元幹事。元日本化学会近畿支部幹事。日本接着学会1990評議員。 
専門は、高分子化学・合成化学（特にPVC）。

## 略歴
1962年大阪工業大学工学部応用化学科卒業（応用化学科第一期生）。同大学大学院工学研究科応用化学専攻修士課程修了。同大学工学部応用化学科助手となり、応用化学教室を担当。同学科講師、助教授を経て、1982年工学博士（大阪工業大学）。1995年同学科教授。1996年同大学学生部長などを経て、2007年大阪工業大学名誉教授。
大阪工業大学応用化学科にて、約40年の長きに渡り教鞭を執り、同学科同窓会である桜花会幹事も務めた。
主な所属学会は、日本化学会、高分子学会、日本接着学会、日本ゴム協会。主な著書は、ポリ塩化ビニルの安定化の解明と安定化助剤の配合（ソフト技研1984、学術書）、高分子およびゴム用添加剤の進歩(2) （分担執筆、化学工業1976、学術書）。

## 主な研究
- ポリ塩化ビニル(PVC)の熱安定化に対するポリ酢酸ビニル部分けん化物と複合系金属石けんとの相乗効果[7]
- 粒子充填複合材料の界面の接着性が力学特性に及ぼす効果[8]
- PVC/PVAブレンドのモルフォロジーと力学特性[9]
- PVC安定剤の分散・作用機構
- ゴム変成エポキシ系接着剤により接着されたCT試験片の破壊靱性 - 大阪教育大学との共同研究